# Blackened Recordings
Blackened Recordings ist das bandeigene Musiklabel der US-amerikanischen Gruppe Metallica.

## Geschichte
Im Jahr 1994 hat die Band Metallica ihren Vertrag mit der Warner Music Group neu verhandelt und als ein Ergebnis dabei ausgehandelt, dass die Rechte sämtlicher Master-Aufnahmen – Tonaufnahmen ebenso wie Videos – Ende 2012 an die Gruppe zurückfallen. Am 30. November 2012 teilte Metallica mit, dass man nun alleiniger Eigentümer der Musikrechte sei und das Musiklabel Blackened Recordings gegründet habe, um kreativ die volle Verantwortung zu haben. Für den Vertrieb in Nordamerika wurde Rhino Entertainment als Partner bekanntgegeben, für den internationalen Vertrieb Universal. Als erste Veröffentlichung unter dem neuen Label wurde die Live-DVD Quebec Magnetic angekündigt.
Zusätzlich zu allen nachfolgenden Neuveröffentlichungen wie den Chart-Alben Hardwired…to Self-Destruct (2016) und S&M2 (2020) legte die Band auch ihre früheren Tonträger neu auf, so beispielsweise das „Schwarze Album“ in einer Jubiläumsedition (2021). Parallel zu dieser Ausgabe erschien das Kompilationsalbum The Metallica Blacklist mit 53 Coversongs, u. a. von Miley Cyrus, Dave Gahan, Ghost, Volbeat und Kamasi Washington. Die Beiträge von Ghost (Enter Sandman) und Volbeat (Don’t Tread on Me) wurden im Januar 2022 zudem als 7-Zoll-Single aufgelegt.

## Erstveröffentlichungen (Auswahl)
- 2012: Quebec Magnetic (Video- und Livealbum)
- 2016: Hardwired…to Self-Destruct (Studioalbum)
- 2017: Spit Out the Bone (Single)
- 2020: S&M2 (Livealbum)
- 2021: The Metallica Blacklist (Kompilationsalbum)
- 2022: Portals von Kirk Hammett (EP)
- 2023: 72 Seasons (Studioalbum)